# Matinicus Isle
Matinicus Isle est une île située dans la baie de Penobscot tributaire du golfe du Maine, rattachée au comté de Knox dans l'État du Maine, aux États-Unis. Elle distante d'une vingtaine de kilomètres au large du continent. C'est l'île principale (3,2 km sur 1,6 km) d'un archipel éponyme d'une dizaine d'îles et de nombreux îlots, dont la superficie totale est de 26 km2. 
C'est aussi une plantation, terme utilisée dans le Maine pour désigner une Minor civil division. Au recensement de 2010, sa population était de 74 habitants.

## Source
- (en) Cet article est partiellement ou en totalité issu de l’article de Wikipédia en anglais intitulé « Matinicus Isle, Maine » (voir la liste des auteurs).